# Víctor Mahana
Víctor Mahana Badrie (Santiago, 12 de agosto de 1922-Ib., 6 de septiembre de 2001) fue un baloncestista chileno.

## Carrera
Durante toda su carrera defendió los colores del equipo Sirio, en donde fue campeón y goleador de Santiago en ocho ocasiones, y campeón nacional cuatro veces con la selección de la capital.
Fue internacional con la selección de Chile y participó del equipo chileno que finalizó en tercer lugar del campeonato mundial de Buenos Aires 1950. También participó en los Juegos Olímpicos de Londres 1948, Helsinki 1952 y Melbourne 1956.

### Récords
Víctor tuvo la carrera más larga de su tiempo en Sudamérica con 25 temporadas continuas del 1938 al 1962, Solo vistiendo la camiseta del Sirio y la Selección de baloncesto de Chile.